# Kommunalwahlen in Osttimor 2023
Die Kommunalwahlen in Osttimor 2023 fanden am 28. Oktober statt, die zweite Runde am 13. November. In ganz Osttimor wurden zum vierten Mal seit der Unabhängigkeit des Landes kommunale Vertreter auf den untersten administrativen Ebenen, in 442 Sucos und über 2000 Aldeias, von der Bevölkerung gewählt. Die Amtszeit der gewählten Amtsträger beträgt sieben Jahre.
Am 13. Oktober organisierte die Nationale Wahlkommission (CNE) Vorstellungsrunden für die Personen, die als Chefe de Suco kandidieren. Als Kandidaten traten bei den Wahlen der Chefe de Suco insgesamt 2.117 Personen an. Davon waren 241 Frauen und 1.876 Männer.
Eine Stichwahl war in 271 Sucos notwendig. Sie fand am 13. November statt.
In zehn Sucos der insgesamt 452 fanden keine Wahlen statt, weil diese erst 2017 gegründet wurden und die siebenjährige Amtszeit der gewählten Vertreter noch nicht abgelaufen war. Diese Sucos sind: Lequitura (Gemeinde Aileu), Bocolelo (Aileu), Ailok (Díli), Bebonuk (Dili), Madohi (Díli), Manleu-Ana (Díli), Mantelolão (Díli), Sikone-Diloli (Manatuto), Laicore (Manatuto) und Builo (Viqueque). Die Nachwahlen für diese Sucos fanden am 27. April 2024 statt, notwendige Stichwahlen am 13. Mai. Außerdem wurde der Chefe de Aldeia von Rebutik Geong (Manatuto) gewählt. Die Nachwahlen für den Lian Nain und den Vertreter der Jugend im Sucorat erfolgen am 8., beziehungsweise 24. Mai.